# One Step Beyond (serial telewizyjny)
Alcoa Presents: One Step Beyond – amerykański serial telewizyjny, wyemitowany pierwotnie w latach 1959-1961. Powstało łącznie 97 odcinków, w 3 seriach.

## Krótki opis
Program był prowadzony przez Johna Newlanda, przewodnika w świecie sił nadprzyrodzonych (zwanego również przewodnikiem w świecie nieznanego). Newland prezentował historie ze zjawiskami paranormalnymi i różnymi zdarzeniami, których nie można było wytłumaczyć w logiczny sposób. Serial miał formę stylizowaną na film dokumentalny. W nazwie serialu umieszczona była nazwa sponsora, firmy Alcoa.

## Obsada
- John Newland jako on sam/narrator (96 odcinków)[2]
- Robert Douglas jako gen. George Washington (3)
- Olan Soule jako Stowaway (3)
- Will J. White jako niemiecki oficer (3)
- Francis De Sales jako dr Norton (3)
- Rudolph Anders jako dr Heinrick Swansen (3)
- Jeanne Bates jako Mary Todd Lincoln (3)
- Albert Salmi jako Peter Hurkos (2)
- Norma Crane jako Esther Quentin/Emily Harkness (2)